# Dryopteris woodsiisora
Dryopteris woodsiisora là một loài thực vật có mạch trong họ Dryopteridaceae. Loài này được Hayata miêu tả khoa học đầu tiên năm 1916.